# Eljegyzés
Az eljegyzés a házasságra való ígéret. A házasság előszobájának is tekinthető.

## Eljegyzés

### Az eljegyzés története
Az eljegyzés, a házasságra való ígéret a házasság előszobájának is tekinthető. Régebben fontosabb szerepe volt, manapság kevésbé meghatározó a jelentősége. Eljegyzés nélkül is lehet házasságra lépni, de a felkészülés, az egymás komolyabb megismerését szolgáló időszak sok esetben igen hasznosnak bizonyulhat. Az eljegyzési szertartás keretében a jegyesek általában jegyajándékot adnak egymásnak. Ezek különfélék lehetnek, pl. okirat, ajándék, gyűrű. Leggyakrabban vagy jegygyűrűt adnak egymásnak, ami általában kettő darab egyforma, nemesfémből készült karikagyűrű, de néhány esetben csak a férfi ad gyűrűt a nőnek. Ez a hagyomány az angolszász kultúrkörből ered, az ilyen gyűrű általában ékkövet, leggyakrabban gyémántot tartalmaz, és kísérőgyűrűnek hívják.

### Katolikus templomi eljegyzés szertartása

#### Példa azÁldások Könyveútmutatásait követve
I. Ének

II. Hívek üdvözlése
pap: Kegyelem nektek és békesség a mi Urunktól, Jézus Krisztustól, aki szeretett minket és feláldozta magát értünk.
hívek: És a te lelkeddel.
pap: Tudjuk, hogy az isteni kegyelemre mindenkinek és minden időben szüksége van, mégsem tagadható, hogy erre a kegyelemre a Krisztus-hívők akkor vannak a leginkább rászorulva, amikor új család alapítására készülnek. 
Hogy tehát ezek a testvéreink növekedjenek egymás kölcsönös megbecsülésében, őszintén szeressék egymást és a bensőséges kapcsolat ápolásával, valamint a közös imádsággal tisztán érkezzenek el a szent házasság megkötésére, kérjük rájuk Isten áldását.

III. Isten igéjének felolvasása
pap: Hallgassátok meg, testvéreim, az Evangélium szavait Szent Máté könyvéből.
A házasság felbonthatatlansága (Mt 19, 1-12)
Amikor Jézus ezeket a beszédeket befejezte, elhagyta Galileát és Júda határába ment, a Jordánon túlra. Nagy tömeg kísérte, ő pedig meggyógyította őket. Akkor odamentek hozzá a farizeusok, hogy próbára tegyék. Ezt kérdezték: "El szabad a férfinek bármilyen okból bocsátania a feleségét?" Így felelt: "Nem olvastátok, hogy a Teremtő kezdetben férfinak és nőnek teremtette őket, és azt mondta: Ezért a férfi elhagyja apját, anyját, a feleségéhez ragaszkodik, és egy test lesz a kettő? Most már többé nem két test, hanem csak egy. Amit tehát Isten egybekötött, azt ember ne válassza szét." De azok mondták: "Miért adta akkor Mózes azt a parancsot, hogy elbocsátáskor adjunk válólevelet?" "Mózes szívetek keménységére való tekintettel engedte meg nektek, hogy elbocsássátok feleségeteket - felelte -, de kezdetben nem így volt. 9Mondom nektek: aki elbocsátja feleségét - hacsak nem paráznasága miatt -, és mást vesz el, házasságot tör. Aki elbocsátott nőt vesz el, szintén házasságot tör." A tanítványok megjegyezték: "Ha így áll a dolog a férj és feleség között, nem érdemes megházasodni." Erre így válaszolt: "Csak az fogja ezt fel, akinek megadatott. Van, aki azért képtelen a házasságra, mert úgy született. Van, akit az emberek tettek a házasságra alkalmatlanná. Végül van, aki a mennyek országáért önként mond le a házasságról. Aki fel tudja fogni, az fogja fel!"
Ezek az evangélium igéi.

IV. Rövid prédikáció

V. Egyetemes könyörgések
pap: Az Atyaistent, aki úgy szerette az embereket, hogy gyermekeivé fogadta őket Krisztusban, és szeretetének tanúiként küldte őket a világba, hívő lélekkel hívjuk segítségül, és mondjuk közösen: Add, Urunk, hogy örök szereteted lakozzék bennünk!
1. Te azt akartad, hogy gyermekeid, mint Krisztus testvérei a kölcsönös szeretetben kitűnjenek:
Add Urunk, hogy örök szereteted lakozzék bennünk!
2. Te az emberekre szereteted édes igáját rakod, hogy azt vállalva rátaláljanak a boldogságra:
Add Urunk, hogy örök szereteted lakozzék bennünk!
3. Kérünk Urunk, hogy a Szent Család legyen példája a keresztény családoknak:
Add Urunk, hogy örök szereteted lakozzék bennünk!
4. Te X-et és Y-t a szeretet teljes közösségére hívod, hogy mint keresztény család tagjai, szívükben és lelkükben eggyé váljanak:
Add Urunk, hogy örök szereteted lakozzék bennünk!

VI. Gyűrűk megáldása

VII. Gyűrűk átadása egymásnak
pap: Az egymásnak átadott ajándékokat úgy őrizzétek, hogy amit a kölcsönös ajándékozással megígértetek, azt a maga idejében valóra váltsátok.
jegyesek: Ámen.

VIII. Áldó könyörgés
pap: Urunk, Istenünk, minden szeretet forrása, akinek gondviselő szándéka szerint ezek a fiatalok kölcsönösen egymásra találtak, engedd kegyesen, hogy akik a házasság szentségének felvételére készülve kegyelmedet kérik, mennyei áldásoddal megerősödve a kölcsönös megbecsülésben gyarapodjanak és őszinte szeretettel szeressék egymást.
Krisztus, a mi Urunk által.
hívek: Ámen.

IX. A szertartás befejezése
pap: A szeretet és a békesség Istene lakozzék bennetek, irányítsa lépteiteket és erősítse meg szíveteket az ő szeretetében.
hívek: Ámen.
X. Ének

#### Tudnivalók a katolikus eljegyzési szertartáshoz
A szertartást végezhetik a szülők is, de az előbbiekben részletezett forma a pap vagy diakónus imáit tartalmazza. 
Az eljegyzés nem köthető össze szentmisével.